# Bugs Bunny in Double Trouble
Bugs Bunny in Double Trouble — відеогра жанру платформера, розроблена компанією Atod AB для гральних консолей Sega Genesis та Game Gear. Випущена Sega 1996 року спершу в Північній Америці, а 15 серпня в Європі.
Рівні у грі побудовані за мотивами різних класичних мультфільмів за участі Баґза Банні, таких як Duck! Rabbit, Duck!, Bully for Bugs, Knighty Knight Bugs та багатьох інших.